# رافاييل كوزور
رافاييل كوزور (بالألمانية: Raphael Koczor)‏ (17 يناير 1989 براسيبورز في بولندا - ) هو لاعب كرة قدم ألماني في مركز حراسة المرمى. لعب مع روت فايس آهلن وكارل زايس يينا وأم أس في دويسبورغ II ‏ وSportfreunde Siegen ‏ ونادي فيكتوريا كولن ونادي هسن كاسل.

## وصلات خارجية
- رافاييل كوزور على موقع قاعدة بيانات كرة القدم.إي يو (الإنجليزية)
- رافاييل كوزور على موقع بيانات كرة القدم. دي إي (الألمانية)
- رافاييل كوزور على موقع Soccerway.com (الإنجليزية)
- رافاييل كوزور على موقع عالم كرة القدم.نت (الإنجليزية)